# اچ‌ام‌اس آندراسن (جی۱۳۱)
اچ‌ام‌اس آندراسن (جی۱۳۱) (به انگلیسی: HMS Ardrossan (J131)) یک کشتی بود که طول آن ۱۷۴ فوت (۵۳٫۰ متر) بود. این کشتی در سال ۱۹۴۱ ساخته شد.